# Funivia della Plose
La funivia della Plose (in tedesco Plosebahn) è una funivia che collega Sant'Andrea (St. Andrä) a Valcroce (Kreuztal) nel comprensorio sciistico della Plose, la montagna della città vescovile di Bressanone in Alto Adige.

## Storia

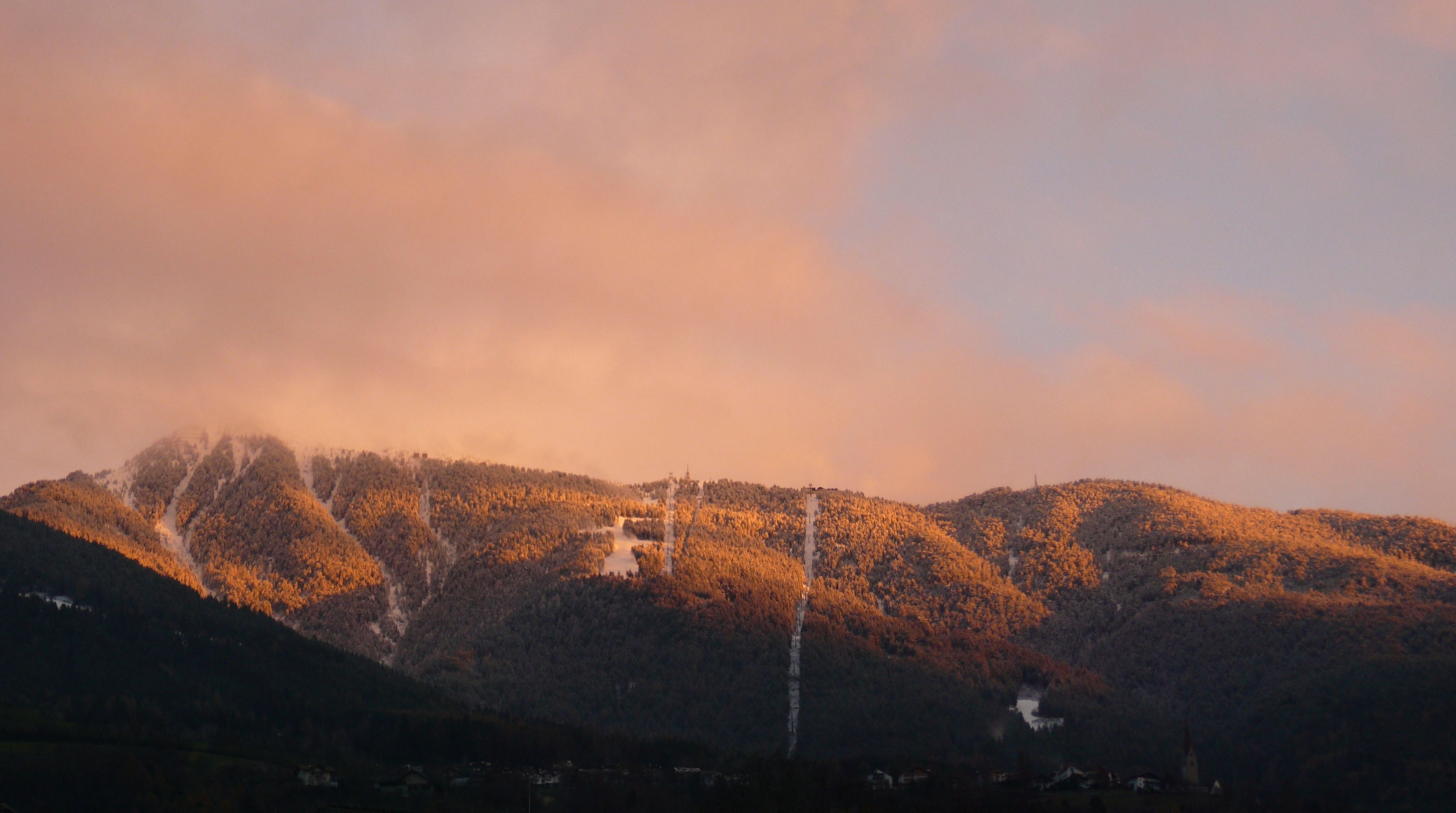
La cima della Plose con il percorso della funivia in posizione centro-verticale

Un primo progetto per collegare la Plose a Bressanone avvenne nel 1910. Si trattava di una funivia Ceretti-Tanfani-Strub, che riusciva a trasportare 15 persone più il conducente. In seguito fu deciso di dare l'incarico alla ditta Bleichert, ma anche questo progetto fu insabbiato per motivi finanziari.
La messa in funzione della funivia da Millan (un quartiere di Bressanone) alla frazione di Sant'Andrea e da qui a Valcroce avvenne nel 1964. L'impianto restò in funzione fino alla stagione 1985/86, quando venne chiuso in quanto obsoleto.
Dalla metà degli anni ottanta si sono affidati i lavori per una nuova funivia che collegava direttamente Sant'Andrea a Valcroce. Tali lavori sono stati affidati alla ditta Agamatic che costruì il modello 6MGD.
Il collegamento invece da Bressanone alla funivia a valle di Sant'Andrea è stato sostituito da un servizio di skibus.
Tra il 2012 e il 2013, il consiglio comunale di Bressanone assieme alla giunta provinciale hanno discusso sulla possibilità di costruire una nuova funivia, ma sul punto di partenza non si è trovata ancora una soluzione. Finalmente nel settembre del 2014 vi è stato un referendum per verificare la volontà cittadina di voler spostare la stazione a valle presso la stazione di Bressanone. Alla fine ha vinto chi richiedeva solamente un potenziamento del servizio dello skibus.

## Dati tecnici
Nel 1986, ha sostituito la vecchia funivia che in due sezioni portava da Millan a Sant'Andrea ed infine a Valcroce; in realtà oggi è meglio conosciuta come la funivia Sant'Andrea-Valcroce, coprendo una differenza di altitudine di 979 m su una lunghezza di 2675 m e con una capacità di 1800 persone all'ora sfruttando cabinovie da 6 posti.